# Port lotniczy Pitniak
Port lotniczy Pitniak – port lotniczy zlokalizowany w miejscowości Amu-Daria w Turkmenistanie.